# 黃杉
黄杉（學名：Pseudotsuga sinensis）也称台湾黄杉，属于松科黄杉属的一种针叶树林种。

## 形态
常绿乔木，枝侧有极细毛。叶子线性两列，扁平，落叶后枝上留有椭圆形叶痕；雌雄同株；椭圆状卵形的球果单生侧枝顶端，扇状斜方形种鳞，基部两侧有凹缺，鳞被露出部分密生褐色短毛，苞鳞露出，先端三裂，中裂片较长。

## 分布
在中国：云南、湖南、湖北、四川、贵州、台湾均有分布。其特性好阳，喜欢气候温和湿润的地区。主要片布在亚热带的海拔为800米以上，2800米以下的针阔叶混交林带。抗旱能力较强，是一种较好的造林树种。其木质优良，该树种的变种花旗松为北美种类。